# 대마디말목
대마디말목 또는 클라도포라목(Cladophorales)은 갈파래강에 속하는 녹조식물 목의 하나이다.

## 하위 분류
- 잎맥말과 (Anadyomenaceae)
- 좀대롱말과 (Boodleaceae)
- 대마디말과 또는 클라도포라과 (Cladophoraceae)
- 오켈리아과 (Okellyaceae)
- 피토포라과 (Pithophoraceae)
- 헛대마디말과 또는 프세우도클라도포라과 (Pseudocladophoraceae)
- 대롱말과 (Siphonocladaceae)
- 발로니아과 (Valoniaceae)